# Dweezil Zappa
Dweezil Zappa, född 5 september 1969 i Los Angeles i Kalifornien, är en amerikansk rockgitarrist, sångare och skådespelare. Han är son till musikern Frank Zappa och bror till Moon Unit, Ahmet och Diva Zappa.

## Biografi
Dweezil Zappa föddes 5 september 1969 som Ian Donald Calvin Euclid Zappa, på grund av att sjukhuset där han föddes vägrade registrera det påtänkta Dweezil som personnamn; det engelska slanguttrycket dweezil kan syfta på  "slug (och vesslelik) spjuver". Så fort han hade möjlighet ändrade han sitt namn till Dweezil.
Zappa har sedan 1986 givit ut ett halvdussin album i eget namn. Under 1990-talet samproducerade han och brodern Ahmet Zappa två album och senare har han under namnet "Zappa Plays Zappa" kommit ut med fem album. Den senare verksamheten ledde under 2010-talet till en familjefejd, där Dweezil Zappa av sina syskon till slut förbjöds att marknadsföra sin musik som endast Zappa (ett namn som de flesta musikkonsumenter förknippar med Frank Zappa).
Dweezil Zappa är främst gitarrist men hanterar även ett antal andra musikinstrument. Hans musik kretsar kring hårdrock, jazzrock och instrumentalmusik, inte helt olikt faderns musikrepertoar.
Zappa arrangerar 2019 ett antal konserter i Europa, under turnénamnet "Hot Rats Tour". Bland annat görs sju spelningar i Storbritannien och två i Sverige. Under turnén spelar Dweezil Zappa bland annat faderns album Hot Rats i sin helhet. Både albumet och Dweezil Zappa fyller 50 år under 2019, och det här klassiska rockalbumet (det första efter att det ursprungliga The Mothers of Invention upplösts) tillägnades Dweezil.

## Diskografi (urval)
Soloalbum
- 1986 – Havin' a Bad Day
- 1988 – My Guitar Wants to Kill Your Mama
- 1991 – Confessions
- 2000 – Automatic
- 2006 – Go with What You Know
- 2015 – Via Zammata'

Album med Ahmet Zappa
- 1993 – Shampoo Horn
- 1996 – Music for Pets

Album med Zappa Plays Zappa
- 2008 – Zappa Plays Zappa
- 2010 – Return Of The Son Of...
- 2011 – In The Moment
- 2012 – F.O.H.
- 2012 – F.O.H. 3 - Out Of Obscurity
- 2017 – Live In The Moment II

Singlar
- 1982 – "My Mother Is A Space Cadet" / "Crunchy Water"
- 1986 – "Let's Talk About It" / "Electric Hoedown"
- 1987 – "Sharleena" / "Grand Prize Stun Solo" (Frank Zappa / Dweezil Zappa / Michael Sciuto)
- 1988 – "My Guitar Wants To Kill Your Mama" / "Nasty Bizness" / "Electric Hoedown"
- 1991 – "Stayin' Alive" / "The Return Of The Son Of Shoogagoogagunga"
- 1991 – "Give Peace a Chance" (med Peace Choir)
- 1995 – "My Beef Mailbox" / "Purple Guitar" (med Ahmet Zappa)

## Filmografi
- 1986 – Pretty in Pink
- 1987 – The Running Man
- 1987 – Heartbeat
- 1996 – In a Metal Mood
- 1998 – Jack Frost